# Death (South Park)
Death is de zesde aflevering van de animatieserie South Park van Comedy Central. Ze verscheen voor het eerst op 17 september 1997.

## Verhaal
De familie Marsh viert opa's verjaardag maar opa voelt zich niet goed. Hij zou graag dood willen, en probeert dit ook steeds. Hij is echter te oud om het zelf te doen dus vraagt hij het aan Stan.
Ondertussen bij Kyle thuis, zitten hij en zijn broertje Ike Terrance en Phillip te kijken totdat zijn moeder boos wordt over het taalgebruik in dit programma. De volgende dag op school ontdekt Kyle dat zijn moeder alle moeders uit zijn klas heeft gebeld en dat ze daarom niet meer Terrance & Philip mogen kijken. Iedereen is hier natuurlijk boos om. Sheila is ook een boycot gestart tegen de zender die het programma uitzendt, Cartoon Central (een parodie op Comedy Central en Cartoon Network). Tijdens de schooldag probeert Stan te ontdekken of hij zijn opa nou zou moeten vermoorden of niet, maar niemand wil antwoord geven op die vraag (zelfs Jezus Christus niet) en vraagt hij het aan de jongens.
Ondertussen lijdt Kenny aan explosieve diarree. Kenny steekt bijna iedereen in South Park aan, en ook de mensen die in New York aan het protesteren zijn. Daar staan enorme rijen voor de chemische toiletten.
Terug in South Park zijn bijna alleen nog maar kinderen, natuurlijk gaan ze gewoon weer Terrance & Philip kijken. Nog steeds probeert de opa van Stan hem ervan te overtuigen dat hij hem moet vermoorden. Om hem ervan te overtuigen dat zijn leven verschrikkelijk is neemt hij Stan mee naar een afgesloten ruimte en dwingt hij hem om Enya muziek te luisteren. Dit lukt hem en de jongens besluiten om opa te vermoorden.
Terug in New York zeggen de South Parkers dat ze een ultimatum opstellen, als ze Terrance & Philip niet van de buis halen, zullen ze zich tegen het gebouw van Cartoon Central op katapulteren. Nadat er vele mensen tegen het gebouw zijn opgeschoten en helemaal uit elkaar gespat tegen de ramen zitten, gaat Cartoon Central akkoord met het voorstel en komt er iemand naar buiten met een gasmasker op zeggend: "Ladies and gentlemen, your nazi-esque tactics of trying to stink us out with rancid feces...has worked. Therefore, today we will be officially taking Terrance and Philip off the network and replacing it with reruns of She's the Sheriff starring Suzanne Somers."
In South Park zit De Dood achter de jongens aan (als je Magere Hein aanraakt ben je meteen dood). Ze blijven rennen totdat de dood even stil blijft staan bij een etalage met televisies. Terrance & Philip is bezig totdat deze uitvalt en het andere programma begint. Magere Hein is hierover kwaad en daarom vermoordt hij Kenny. Kyle zegt meteen Oh my God, they killed Kenny! (dat zegt hij altijd als Kenny doodgaat).
Nadat Kenny dood is gegaan is opa boos omdat hij niet dood mag. Dan verschijnt opa's opa en zegt hij dat opa niet dood moet gaan omdat als je uit vrije wil doodgemaakt wordt, je in het voorgeborchte komt. De ouders komen dan terug en bekijken het vervangende programma van Terrance & Philip, hierin wordt ook gescholden dus gaan ze weer terug naar New York om weer te protesteren. De jongens bedenken nu wat ze moeten doen nu Terrance & Philip niet meer komt. Dan komt opa en zegt hij dat hij naar Afrika gaat omdat hij gehoord heeft dat daar elk jaar 400 mensen doodgaan omdat ze zijn opgegeten door leeuwen. De jongens lachen hierom, en nadat Kyle net als Terrance & Philip een scheet laat, gaan ze alleen nog maar harder lachen.

## Kenny's dood
- Aangeraakt door Magere Hein

## Trivia
- Cartoon Central is een parodie op Comedy Central en Cartoon Network, Terrance & Philip zijn duidelijk een parodie op Beavis and Butt-Head.
- Op de zijkant van Officer Barbrady's politiewagen staat: "to patronize and annoy".
- De man die naar buiten komt bij Cartoon Central heeft dezelfde stem als de generaal van South Park: Bigger, Longer & Uncut.
- Zowel Stans als Kyles moeder worden Carol genoemd in deze aflevering, Stans moeder heet Sharon en Kyles moeder Sheila, de naam Carol wordt gebruikt voor Kenny's moeder die niet eens genoemd wordt in deze aflevering.
- Het lied dat opa laat horen is Orinoco Flow door Enya.
- De eerste man die tegen het gebouw van Cartoon Central aan wordt gekatapulteerd is Mr. McCormick, Kenny's vader. Later wordt pas duidelijk dat hij Kenny's vader is en dat hij nog gewoon leeft.

## Rare dingen
- In het begin staat er een verjaardagstaart op tafel, later is deze van de tafel verdwenen.
- In het einde van de aflevering is de tv waarop het vervangende programma voor Terrance & Philip te zien is niet helemaal goed getekend en mist hij stukken.
- De toiletten waar Kenny in gaat staan in dezelfde ruimte als de klas.
- De moeder van Kyle, Cartman en Stan zitten met een ketting aan het gebouw vast. Als de baas naar buiten komt zitten ze niet meer vast.
- Als er mensen worden afgeschoten tegen het gebouw zegt de moeder van Kyle MR.McCormick, dat is de vader van Kenny terwijl hij in de rest van de serie wel te zien is. Hij ziet er trouwens ook niet hetzelfde uit.